# Perunika
Perunika (bułg. Перуника) – wieś w Bułgarii, w obwodzie Kyrdżali, w gminie Krumowgrad. W 2023 roku liczyła 68 mieszkańców.